# Re Enzo (opera)
Re Enzo P 55 è un'opera comica in 3 atti e 4 quadri di Ottorino Respighi su libretto di Alberto Donini (uno studente amico di Respighi). La prima rappresentazione ebbe luogo al Teatro del Corso di Bologna il 12 marzo 1905 (tra gli interpreti Rosina Giovannoni Zacchi nella parte di Lauretta e Ernesto Lavarello come Leonzio) Per volere di Respighi, ci fu una sola rappresentazione, che ebbe un buon successo.. Gli interpreti erano stati scelti tra gli studenti bolognesi. 
Il lavoro è una sorta di operetta, con numeri musicali chiusi alternati a dialoghi.
In tempi moderni l'opera fu ripresa al Teatro comunale di Bologna il 21, 23 e 24 settembre 2004, protagonisti Cristiano Cremonini (Re Enzo), Yoon Bin Jung (Lauretta), Filomena Pericoli (Isabella), Giuseppe di Paola (Il podestà), Maurizio Amadori (Gigione) con direttore Luigi Pagliarini, in uno spettacolo realizzato in collaborazione tra il Conservatorio, l'Accademia di Belle Arti e l'Università della città. 

## Trama
La vicenda ruota intorno al personaggio di Re Enzo, re di Sardegna catturato dai bolognesi nella battaglia di Fossalta e tenuto prigioniero a Bologna (nel palazzo che da lui ha preso il nome). Tutte le donne di Bologna si invaghiscono di Re Enzo a causa della sua bellezza e vorrebbero liberarlo, e ne nasce una sorta di lotta con gli uomini preoccupati di perdere l'amore delle loro mogli.

## Organico orchestrale
- 2 ottavini, oboi, clarinetti, fagotti, 2 corni, 2 trombe, 3 tromboni, timpani, triangolo, campane, piatti, grancassa, arpa, archi
- in scena: banda, trombe, arpe e mandolini[6]